# Platyplectrum
Platyplectrum – rodzaj płazów bezogonowych z rodziny Limnodynastidae.

## Zasięg występowania
Rodzaj obejmuje gatunki występujące w środkowej, północnej i zachodniej Australii.

## Systematyka

### Etymologia
- Platyplectrum (Platyplectron): gr. πλατυς platus „szeroki”[6]; πληκτρον plēktron „ostroga”[6].
- Opisthodon: gr. οπισθεν opisthen „z tyłu, w tyle”[7]; οδους odous, οδοντος odontos „ząb”[8]. Gatunek typowy: Opisthodon frauenfeldi Steindachner, 1867.

### Podział systematyczny
Do rodzaju należą następujące gatunki:
- Platyplectrum ornatum (J.E. Gray, 1842)
- Platyplectrum spenceri (Parker, 1940)